# Burg Lilienstein
Die Burg Lilienstein ist die Ruine einer Höhenburg auf dem 415 Meter hohen Lilienstein bei dem Ortsteil Waltersdorf der Stadt Bad Schandau im Landkreis Sächsische Schweiz-Osterzgebirge in Sachsen.

## Geschichte
Vermutlich wurde die Burg um 1200 im nordwestlichen Teil des Gipfelplateaus angelegt und war in böhmischem Besitz. Die erste Erwähnung erfolgte 1379 als „Ylgenstein“ in einer Pfandurkunde von König Wenzel IV. Der Name leitet sich wahrscheinlich vom Heiligen Aegidius ab. 1397 nennt eine Urkunde die „veste Lilgenstein“.
Im Zuge der Dohnaischen Fehde gelangte die Burg Lilienstein um 1405 an die Markgrafen von Meißen. Rechnungen belegen, dass 1406 eine Dresdner Söldnerschar im markgräflichen Auftrag in der Burg Dienst tat. In den folgenden Jahrzehnten verfiel die Burg. Weitere urkundliche Nennungen sind bislang nicht bekannt.
Das zu Füßen des Liliensteins liegende kleine Dorf Ebenheit entstand wahrscheinlich als Ansiedlung von Frohnleuten der Burg Lilienstein.
1894 führte der Bergwirt des Liliensteins Grabungen durch und legte Mauerreste der alten Steinburg frei. Aus den Grabungen ergab sich, dass die Ummauerung einen Bereich von 38,5 Metern Länge und bis zu 26 Metern Breite umfasste. Die Mauern selbst waren bis zu 1,6 Meter dick. Die im Zuge der Grabungen entdeckten Eisenteile, Lanzen- und Pfeilspitzen sowie Tonscherben und Knochenreste wurden eine Zeitlang im Bergrestaurant aufbewahrt.
Die Burgruine zeigt heute noch wenige Mauerreste von einstigen Gemächern nahe dem Südaufstieg und Maueraussparungen für Balken am Nordaufstieg.